# Pol. C.S. Pisticci
Polisportiva Club Sportivo Pisticci là một câu lạc bộ bóng đá Ý, có trụ sở tại Pisticci, Basilicata. 
Câu lạc bộ được thành lập vào năm 1960. 
Pisticci trong mùa 2010-11, từ Serie D nhóm H đã xuống hạng sau thất bại tại trận play-off, đến Eccellenza Basilicata. 
Màu sắc của đội là vàng và xanh. 